# ORDVAC

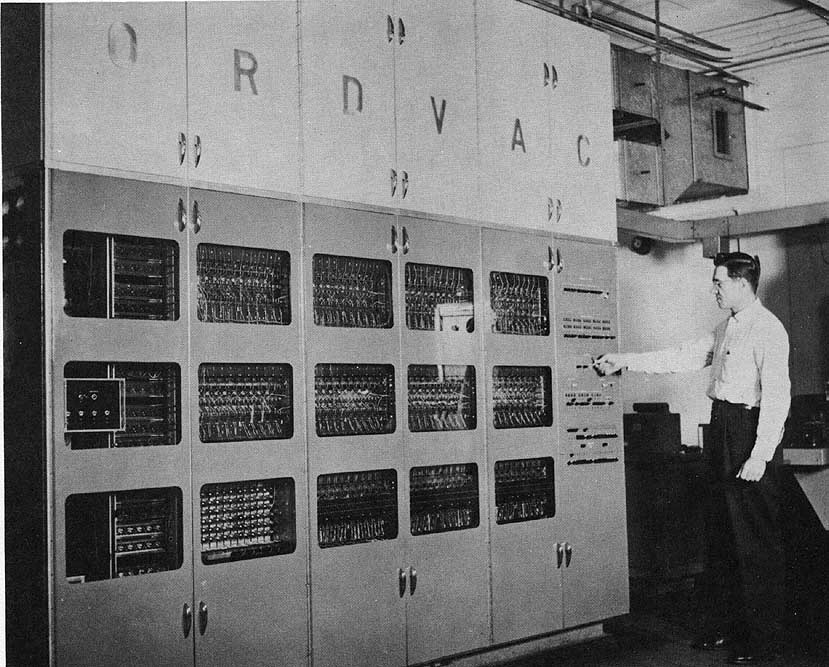
ORDVAC

ORDVAC（英: Ordnance Discrete Variable Automatic Computer、オードヴァック）は、イリノイ大学がアバディーン性能試験場の弾道研究所のために開発した初期のコンピュータのひとつである。ジョン・フォン・ノイマンが開発したIASアーキテクチャに基づくもので、このアーキテクチャがフォン・ノイマン・アーキテクチャとして知られるようになった。イリノイ大学の電子技術者たちはこのデザインを最初に実装し、ORDVAC を完成させた。ORDVAC は世界初のコンパイラが開発されたコンピュータでもある。ORDVAC は1951年春からアバディーン性能試験場で運用を開始した（EDVACと同じ場所である）。用途はアメリカ陸軍のための弾道計算である。

## 概要
当時のほかのコンピュータとは違い、ORDVAC と ILLIAC I は互換性があり、双方のプログラムを交換して動作させることができた。後にそれをコピーした SILLIAC (Sydney ILLIAC) がオーストラリアで開発されている。イリノイ大学の J.P.ナッシュ が ORDVAC とその大学内の姉妹機 ILLIAC I を開発した。ドナルド・ギリースはアバディーン性能試験場でのORDVACの動作チェックを手伝っている。ORDVAC がアバディーンに移転されてからも夜間の8時間はイリノイ大学から電話回線経由で使うことができた。これは、世界で初めて定期的にリモートから使われたコンピュータと考えられる。
ORDVAC は 2178本の真空管で構成されている。加算にかかる時間は72マイクロ秒で、乗算は732マイクロ秒であった。そのメインメモリは1024ワード（1ワードは40ビット）の容量で、ウィリアムス管を使用していた。また、非常に珍しい非同期設計のマシンであり、命令実行を同期させるクロックがなかった。ある命令はその前の命令が終わったのをトリガーとして実行開始されるようになっていた。
ORDVAC とアバディーン性能試験場での後継機 BRLESCは、独特な十六進法の数値記法を採用していた。通常、十進の10から15に当たる記号として A・B・C・D・E・F が使われるが、K・S・N・J・F・L  (King Sized Numbers Just for Laughs) というアルファベットを使っていた。これはテレタイプ端末の5トラックの紙テープ上の文字に対応している。

## 移送作業
ORDVAC がイリノイ大学内で完成し、評価されると、分解してメリーランド州のアバディーン性能試験場に送られた。シルビアン・レイとエイブ・タウブを含む3人の職員がメリーランド州に出向き、再組み立てと動作試験を1週間でやってのけた。組み立てと試験には1カ月かかるとみられていた。組み立ての進捗状況をチェックしにやってきた陸軍士官らが「責任者は誰だ？」と訊ねると、彼らは「あそこでほうきを持っている奴だ」と、全てを終えて掃除していたエイブ・タウブを指した。